# 第13回全米映画俳優組合賞
13th SAG Awards

2007年1月28日
キャスト賞 - 映画: 

リトル・ミス・サンシャイン
キャスト賞 - ドラマシリーズ: 

グレイズ・アナトミー 恋の解剖学
キャスト賞 - コメディシリーズ: 

The Office
第13回全米映画俳優組合賞は、2006年に活躍した映画及びテレビの俳優を対象としており、2007年1月28日にカリフォルニア州ロサンゼルスのロサンゼルス・シュライン・エキスポ・センターで授賞式が開催された。中継はTNTとTBS行った。TNTの中継は10度目、TBSは2度目となる。
生涯功労賞はジュリー・アンドリュースが受賞した。

## 候補者及び受賞者一覧

### 映画

#### 主演男優賞
- フォレスト・ウィテカー - 『ラストキング・オブ・スコットランド』 - イディ・アミン役
  - レオナルド・ディカプリオ - 『ブラッド・ダイヤモンド』 - ダニー・アーチャー役
  - ライアン・ゴズリング - 『ハーフネルソン』 - ダン・ダン役
  - ピーター・オトゥール - 『ヴィーナス』 - モーリス役
  - ウィル・スミス - 『幸せのちから』 - クリス・ガードナー役

#### 主演女優賞
- ヘレン・ミレン - 『クィーン』 - エリザベス2世役
  - ペネロペ・クルス - 『ボルベール〈帰郷〉』 - ライムンダ役
  - ジュディ・デンチ - 『あるスキャンダルについての覚え書き』 - バーバラ・コヴェット役
  - メリル・ストリープ - 『プラダを着た悪魔』 - ミランダ・プリーストリー役
  - ケイト・ウィンスレット - 『リトル・チルドレン』 - サラ・ピアース役

#### 助演男優賞
- エディ・マーフィ - 『ドリームガールズ』 - ジェームス・"サンダー"・アーリー役
  - アラン・アーキン - 『リトル・ミス・サンシャイン』 - エドウィン・フーヴァー役
  - レオナルド・ディカプリオ - 『ディパーテッド』 - ビリー・コスティガン役
  - ジャッキー・アール・ヘイリー - 『リトル・チルドレン』 - ロニー・マゴーヴィー役
  - ジャイモン・フンスー - 『ブラッド・ダイヤモンド』 - ソロモン・バンディー役

#### 助演女優賞
- ジェニファー・ハドソン - 『ドリームガールズ』 - エフィ・ホワイト役
  - アドリアナ・バラッザ - 『バベル』 - アメリア役
  - ケイト・ブランシェット - 『あるスキャンダルについての覚え書き』 - シーバ・ハート役
  - アビゲイル・ブレスリン - 『リトル・ミス・サンシャイン』 - オリーヴ・フーヴァー
  - 菊地凛子 - 『バベル』 - 綿谷千恵子役

#### キャスト賞
- 『リトル・ミス・サンシャイン』
アラン・アーキン、アビゲイル・ブレスリン、スティーヴ・カレル、トニ・コレット、ポール・ダノ、グレッグ・キニア
  - 『バベル』
  - 『ボビー』
  - 『ディパーテッド』
  - 『ドリームガールズ』

### テレビ

#### 男優賞（テレビ映画・ミニシリーズ）
- ジェレミー・アイアンズ - 『エリザベス1世 〜愛と陰謀の王宮〜』 - レスター伯役
  - トーマス・ヘイデン・チャーチ - 『ブロークン・トレイル 遥かなる旅路』 - トム・ハート役
  - ロバート・デュヴァル - 『ブロークン・トレイル 遥かなる旅路』 - プレンティス・"プリント"・リッター役
  - ウィリアム・H・メイシー - 『スティーヴン・キング 8つの悪夢』 - クライド・アムニー役
  - マシュー・ペリー - 『先生はあきらめない 〜ロン・クラーク物語〜』 - ロン・クラーク役

#### 女優賞（テレビ映画・ミニシリーズ）
- ヘレン・ミレン - 『エリザベス1世 〜愛と陰謀の王宮〜』 - エリザベス1世役
  - アネット・ベニング - 『ミセス・ハリスの犯罪』 - ジーン・ハリス役
  - シャーリー・ジョーンズ - Hidden Places - バティ役
  - クロリス・リーチマン - 『ミセス・ハリスの犯罪』 - パール・シュワルツ役
  - グレタ・スカッキ - 『ブロークン・トレイル 遥かなる旅路』 - ノラ・ジョンズ夫人役

#### 男優賞（ドラマシリーズ）
- ヒュー・ローリー - 『Dr.HOUSE』 - グレゴリー・ハウス役
  - ジェームズ・ガンドルフィーニ - 『ザ・ソプラノズ 哀愁のマフィア』 - トニー・ソプラノ役
  - マイケル・C・ホール - 『デクスター 警察官は殺人鬼』 - デクスター・モーガン役
  - ジェームズ・スペイダー - 『ボストン・リーガル』 - アラン・ショア役
  - キーファー・サザーランド - 『24 -TWENTY FOUR-』 - ジャック・バウアー役

#### 女優賞（ドラマシリーズ）
- チャンドラ・ウィルソン - 『グレイズ・アナトミー 恋の解剖学』 - ミランダ・ベイリー役
  - パトリシア・アークエット - 『ミディアム 霊能者アリソン・デュボア』 - アリソン・デュボア役
  - イーディ・ファルコ - 『ザ・ソプラノズ 哀愁のマフィア』 - カーメラ・ソプラノ役
  - マリスカ・ハージティ - 『LAW & ORDER:性犯罪特捜班』 - オリビア・ベンソン役
  - キーラ・セジウィック - 『クローザー』 - ブレンダ・リー・ジョンソン役

#### 男優賞（コメディシリーズ）
- アレック・ボールドウィン - 『30 ROCK/サーティー・ロック』 - ジャック・ドナギー役
  - スティーヴ・カレル - The Office - マイケル・スコット役
  - ジェイソン・リー - 『マイネーム・イズ・アール』 - アール・J・ヒッキー役
  - ジェレミー・ピヴェン - 『アントラージュ★オレたちのハリウッド』 - アリ・ゴールド役
  - トニー・シャルーブ - 『名探偵モンク』 - エイドリアン・モンク役

#### 女優賞（コメディシリーズ）
- アメリカ・フェレーラ - 『アグリー・ベティ』 - ベティ・スアレス役
  - フェリシティ・ハフマン - 『デスパレートな妻たち』 - リネット・スカーボ役
  - ジュリア・ルイス＝ドレイファス - The New Adventures of Old Christine - クリスティナ・キャンベル役
  - メーガン・ムラーリー - 『ふたりは友達? ウィル&グレイス』 - カレン・ウォーカー役
  - メアリー＝ルイーズ・パーカー - 『Weeds ママの秘密』 - ナンシー・ボトウィン役
  - ジェイミー・プレスリー - 『マイネーム・イズ・アール』 - ジョイ・ターナー役

#### アンサンブル賞（ドラマシリーズ）
- 『グレイズ・アナトミー 恋の解剖学』
ジャスティン・チェンバース、エリック・デイン、パトリック・デンプシー、キャサリン・ハイグル、T・R・ナイト、サンドラ・オー、ジェームズ・ピケンズ・Jr、エレン・ポンピオ、サラ・ラミレス、ケイト・ウォルシュ、イザイア・ワシントン、チャンドラ・ウィルソン
  - 『24 -TWENTY FOUR-』
  - 『ボストン・リーガル』
  - 『デッドウッド 〜銃とSEXとワイルドタウン』
  - 『ザ・ソプラノズ 哀愁のマフィア』

#### アンサンブル賞（コメディシリーズ）
- 『ザ・オフィス』
レスリー・デヴィッド・ベイカー、ブライアン・バウムガートナー、スティーヴ・カレル、デヴィッド・デンマン、ジェンナ・フィッシャー、ケイト・フラナリー、メロラ・ハーディン、ミンディ・カリング、アンジェラ・キンゼイ、ジョン・クラシンスキー、ポール・リーベルシュタイン、B・J・ノヴァク、オスカー・ヌネズ、フィリス・スミス、レイン・ウィルソン
  - 『デスパレートな妻たち』
  - 『アントラージュ★オレたちのハリウッド』
  - 『アグリー・ベティ』
  - 『Weeds ママの秘密』

### 生涯功労賞
- ジュリー・アンドリュース